# أستريد برايان
أستريد كوبنز (ولدت في 25 يناير 1983) عارضة أزياء ممثلة، شخصية تلفزيونية، مخرجة بلجيكية، ظهرت في عدد من الأعمال الفنية منها مسلسل الجريء والجميلة (2012),

## الحياة الشخصية
استريد متزوج من مخرج برام كوبنز في 6 ديسمبر 2016 في جزيرة تركس وكايكوس.

## روابط خارجية
- الموقع الرسمي
- أستريد برايان على موقع IMDb (الإنجليزية)
- أستريد برايان على موقع ألو سيني (الفرنسية)
- أستريد برايان على موقع قاعدة بيانات الفيلم (الإنجليزية)
- أستريد برايان على موقع كينوبويسك (الروسية)
- أستريد برايان على موقع دليل عارضات الأزياء (الإنجليزية)